# ガンテネルマブ
ガンテネルマブ (RG1450, en:Gantenerumab) は、エフ・ホフマン・ラ・ロシュによって開発された、抗アミロイドβモノクローナル抗体である。
アルツハイマー病の治療を目的とし、凝集したアミロイド斑に結合してそれを除去する。エフ・ホフマン・ラ・ロシュ、MorphoSys、中外製薬によって第III相臨床試験が行われている。

## 歴史
- 2010年、ロシュが第2相臨床試験を開始。
- 2014年12月19日、ロシュが無益性解析の結果を受け、SCarlet RoAD試験を中止。
- 2021年2月18日時点で、第3相臨床試験中[4]